# درووهوستیتسه
درووهوستیتسه (به چکی: Dřevohostice) یک منطقهٔ مسکونی در جمهوری چک است که در ناحیه پرروف واقع شده‌است. درووهوستیتسه ۸٫۴۸ کیلومتر مربع مساحت و ۱٬۵۷۷ نفر جمعیت دارد و ۲۳۹ متر بالاتر از سطح دریا واقع شده‌است.